# Regierung Schlüter III
Die Regierung Schlüter III (dän. regeringen Poul Schlüter III) unter Ministerpräsident Poul Schlüter war die dänische Regierung vom 3. Juni 1988 bis zum 18. Dezember 1990.
Die Regierung war das 63. Kabinett seit der Märzrevolution und bestand aus der Venstre, der konservativen Volkspartei, und der radikalen Venstre.

## Kabinettsliste
Die Parteien werden mit ihrer Wahllistenbezeichnung abgekürzt: Venstre = V; Det Konservative Folkeparti = C; Det Radikale Venstre = B
| Ressort                                            | Name                   | Partei | Lebensdaten             | Amtsperiode              |
| -------------------------------------------------- | ---------------------- | ------ | ----------------------- | ------------------------ |
| Ministerpräsident                                  | Poul Schlüter          | C      | * 1929                  |                          |
| Äußeres                                            | Uffe Ellemann-Jensen   | V      | * 1941                  |                          |
| Finanzen                                           | Palle Simonsen         | C      | 1933–2014               | bis zum 30. Oktober 1989 |
| Finanzen                                           | Henning Dyremose       | C      | * 1945                  | ab dem 30. Oktober 1989  |
| Verteidigung                                       | Knud Enggaard          | V      | * 1929                  |                          |
| Inneres und nordische Zusammenarbeit               | Thor Pedersen          | V      | * 1945                  |                          |
| Justiz                                             | Hans Peter Clausen     | C      | 1928–1998               | bis zum 10. Januar 1989  |
| Justiz                                             | Hans Engell            | C      | * 1948                  | ab dem 10. Januar 1989   |
| Wirtschaft                                         | Niels Helveg Petersen  | B      | 1939–2017               |                          |
| Umwelt                                             | Lone Dybkjær           | B      | * 1940                  |                          |
| Verkehr und Kommunikation                          | Hans Peter Clausen     | C      | 1928–1998               | bis 10. Januar 1989      |
| Verkehr und Kommunikation                          | Knud Østergaard        | C      | 1922–1993               | ab dem 10. Januar 1989   |
| Soziales                                           | Aase Olesen            | B      | 1934–2013               |                          |
| Energie                                            | Jens Bilgrav-Nielsen   | B      | * 1936                  |                          |
| Arbeit                                             | Henning Dyremose       | C      | * 1945                  | bis zum 30. Oktober 1989 |
| Arbeit                                             | Knud Erik Kirkegaard   | C      | * 1942                  | ab dem 30. Oktober 1989  |
| Fischerei                                          | Lars P. Gammelgaard    | C      | 1945–1994               | bis zum 5. Oktober 1989  |
| Fischerei                                          | Kent Kirk              | C      | * 1948                  | ab dem 5. Oktober 1989   |
| Wohnungen                                          | Agnete Laustsen        | C      | * 1935                  |                          |
| Landwirtschaft                                     | Laurits Tørnæs         | V      | * 1936                  |                          |
| Kirche (ab dem 10. Januar 1989 auch Kommunikation) | Torben Rechendorff     | C      | * 1937                  |                          |
| Kultur und Kommunikation                           | Hans Peter Clausen     | C      | 1928–1998               |                          |
| Bildung und Forschung                              | Bertel Haarder         | V      | * 1944                  |                          |
| Steuern                                            | Anders Fogh Rasmussen  | V      | * 1953                  |                          |
| Industrie                                          | Nils Wilhjelm          | C      | 1936–2018               | bis zum 2. Dezember 1989 |
| Industrie                                          | Anne Birgitte Lundholt | C      | * 1952                  | ab dem 2. Dezember 1989  |
| Gesundheit                                         | Elsebeth Kock-Petersen | V      | * 1949                  | bis zum 7. Dezember 1989 |
| Gesundheit                                         | Ester Larsen           | 1936   | ab dem 7. Dezember 1989 |                          |